# Gomon
Gomon est une ville située dans le Sud de la Côte d'Ivoire, et appartenant au département de Sikensi, dans la Région des Grands Ponts. La localité de Gomon est un chef-lieu de commune et de sous-préfecture .